# Black mat syndrome
Das Black mat syndrome (‚Schwarzmatten-Syndrom‘) ist eine Pilzerkrankung bei Krabben, die durch Trichomaris invadens hervorgerufen wird. Sie tritt vor allem vor den Küsten Alaskas bei Tanner- (Chionoecetes bairdi) und Schneekrabben (Chionoecetes opilio) auf. Die Erkrankung hat eine große wirtschaftliche Bedeutung für die Krabbenfischerei.
Das Perithecium (Ascocarp) des Pilzes ist kugelförmig und schwarz und wächst, wie auch die dunkel pigmentierten Hyphen, in der Kutikula der Krabbe, was der Krankheit ihren Namen verlieh. Die Ascosporen tragen an beiden Enden einen langen, haarartigen Anhang, der als Halteapparat dient. Die Hyphen wachsen zunächst in die Kutikula ein und verbreiten sich seitlich, sie können aber auch die Endocuticula und die Membranschicht durchdringen und in die Epidermis eindringen. Dann können die Hyphen nahezu alle Organe befallen und schwere Krankheitsverläufe verursachen. In der Frühphase der Infektion sind insbesondere Augen und Augenstiele betroffen. Auch an den Kiemen kann es zu Nekrosen kommen.
Die Prävalenz liegt bei 12,7 %, im Gebiet um Kodiak Island wurden Befallsraten bis zu 50 % ermittelt. Vor der kanadischen Westküste tritt die Erkrankung dagegen nicht auf. Der Befall ist bei Krabben, die sich gehäutet hatten, am niedrigsten, am höchsten bei solchen, die ein oder zwei Jahre keine Häutung durchliefen. Vermutlich kann der Erreger die Häutung unterbinden.